# Krāslava (novads)

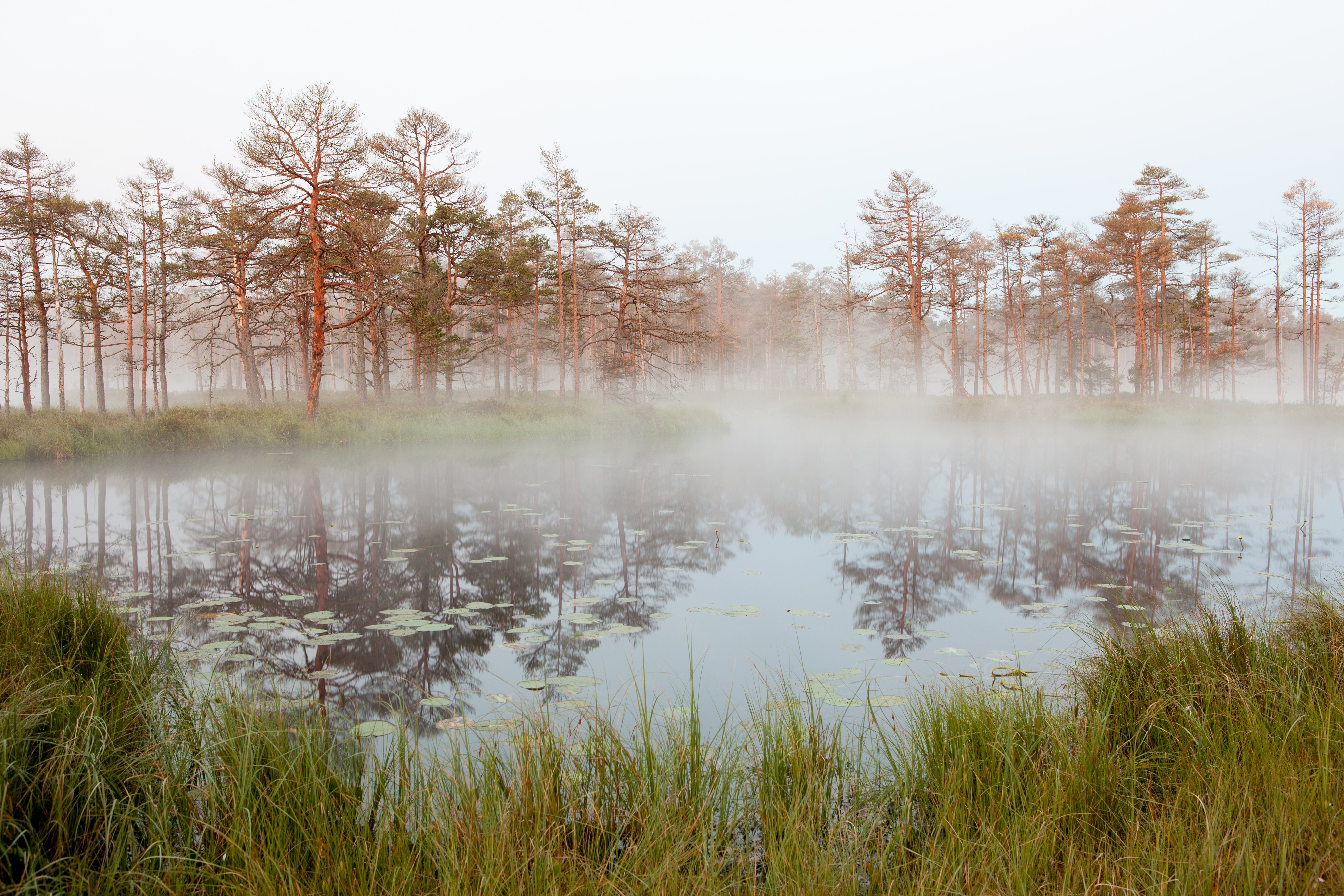
Un lac à Skaista, sur le territoire de Krāslava. Juin 2012.

Krāslava est un novads de Lettonie, situé dans la région de Latgale. En 2022, sa population est de 20 848 habitants.